# Nerijus Vasiliauskas
Nerijus Vasiliauskas (* 20. Juni 1977) ist ein ehemaliger litauischer Fußballspieler.

## Leben
Von 1997 bis 2009 absolvierte Vasiliauskas das Bachelorstudium an der Vilniaus pedagoginis universitetas.
Seit März 2011 arbeitet er als Verkaufsspezialist im Unternehmen UAB „Creditinfo Lietuva“, das das Kreditrisiko im Finanzbereich bewertet. Seit Juli 2013 ist er auch Kommentator bei Viasat Sport Baltic. Als Profi-Spieler spielte er bis Februar 2011. Nach der Profi-Karriere spielt er Mini-Fussball in der Mini futbolo lyga (MFL). Dort ist er auch Trainer des Amateur-Vereins FK Barbakanas aus Vilnius. Seit  Juni 2011 ist er auch Fußball-Schiedsrichter bei Lietuvos futbolo teisėjų asociacija.

## Karriere
Seine Profi-Karriere begann Vasiliauskasbeim Erstligisten FK Žalgiris in der litauischen Hauptstadt Vilnius. Dann spielte er in Russland, Polen und in der Ukraine. 2008 kehrte er zum FK Žalgiris. Er plante in Aserbaidschan zu spielen, aber spielte für FK Vėtra in Vilnius. 2010 spielte er in Estland. 2011 spielt er  bei FK Lietava in der litauischen Mittelstadt Jonava.
In der Nationalmannschaft Litauens spielte  von 1997 bis 2002. Dabei wurde er sechsmal eingesetzt.